# Tolgahan
Tolgahan ist ein türkischer männlicher Vorname. Er bedeutet etwa Der kampfbereite Herrscher oder Der starke Anführer.
Tolgahan ist ein typischer zweistämmiger männlicher türkischer Name. Er setzt sich aus dem türkischen Wort tolga, das die Bedeutung „Eisenhelm“ hat, und dem oft anzutreffenden türkischen Namenssuffix han zusammen, welches eine türkische Schreibweise des türkisch-mongolischen Herrschertitels Khan ist und die Bedeutungen „Herr“, „Herrscher“, „Befehlshaber“ oder „Anführer“ haben kann.

## Namensträger
- Tolgahan Acar (* 1986), türkischer Fußballspieler